# Матвеев, Алексей Николаевич
Алексе́й Никола́евич Матве́ев (22 марта 1922 — 10 декабря 1994) — советский и российский физик, заслуженный профессор МГУ им. М. В. Ломоносова, заведующий кафедрой общей физики физического факультета МГУ, лауреат Государственной премии СССР и Ломоносовской премии МГУ.

## Биография
Матвеев Алексей Николаевич родился 22 марта 1922 в городе Москве. В 1940 году, окончив школу с отличием, поступил в военное лётное училище, по окончании которого лётчиком-бомбардировщиком ушёл на фронт.
Во время ВОВ А. Н. Матвеев будучи Гвардии старшим лейтенантом, командовал эскадрильей пикирующих бомбардировщиков Пе-2 (авиаэскадрилья 161-го Гвардейского бомбардировочного авиационного полка 8-й гвардейской бомбардировочной авиационной дивизии). В период Курской битвы воевал на Воронежском, Степном, 1-м и 2-м Украинских фронтах во 2-й и 5-й воздушных армиях; участвовал в оборонительных боях и при контрнаступлении в Белгородско-Харьковской стратегической наступательной операции. К концу войны он совершил более 130 боевых вылетов (75 с пикированием) на бомбардировку техники и военных объектов противника, в том числе посредством личного мужества и отваги уничтожил замаскированный немецкий бронепоезд, перемещения и атаки которого, долгое время не давали возможность начать наступление войскам наземной армии. За этот подвиг Матвеев А. Н. был представлен к званию «Героя Советского Союза». 12 марта 1945 года был сбит над вражеской территорией (г. Бреслау) прямым попаданием зенитного снаряда. Парашютировал с малой высоты с многочисленными ожогами лица, рук и глаз, полной потерей зрения. Зрение вернулось к нему 25 марта. Считался погибшим . Находился на излечении в немецком госпитале до освобождения нашими войсками.
За особую храбрость и мужество при непосредственной боевой деятельности награждён орденом Красного Знамени (дважды), за блестящее командование авиаподразделением, настойчиво и успешно совершившим целый ряд боевых вылетов, нанёсших жестокий урон живой силе и технике противника и без потерь вернувшихся на свою базу награждён орденом Александра Невского, за большое количество личных успешно-боевых вылетов награждён орденом Отечественной Войны 1 степени (дважды) и различными медалями.
После окончания войны в 1947 г. поступил на физический факультет Московского государственного университета им. М. В. Ломоносова, который окончил с отличием в 1952 г.
В 1954 г. Матвеев А. Н. защитил кандидатскую диссертацию на тему «К вопросу об излучении элементарных частиц, движущихся с релятивистскими скоростями». В 1960 г. защитил докторскую диссертацию «Исследования по теории электронных синхротронов и бетатронов». Научным руководителем и консультантом был профессор Соколов
В 1962−1963 гг. работал в Египте в качестве эксперта ЮНЕСКО, в 1964—1969 гг. — заместителем генерального директора ЮНЕСКО по сектору естественных наук (CS) во Франции (штаб-квартира ЮНЕСКО в Париже), за время осуществления программ и резолюций, утверждаемых Генеральной конференцией ЮНЕСКО, посетил с дипломатическими миссиями более ста стран мира, входящих в ООН. Знал в совершенстве 3 иностранных языка (английский, немецкий, французский). С 1969 г. по 1991 г., то есть более 22 лет занимал должность Заведующего Кафедрой «Общей физики» физического факультета МГУ (первым Заведующим Кафедры общей физики был академик, президент АН СССР Вавилов С. И.). Кафедра общей физики — базовая и самая большая кафедра физического факультета МГУ, отвечающая за весь основной учебный процесс. В эти годы А. Н. Матвеевым была проведена большая работа по совершенствованию преподавания общей физики в МГУ. Лабораторный практикум на физическом факультете МГУ стал одним из лучшим в СССР. Он стал координатором новой общесоюзной программы по физике (включая разделы атомной и ядерной физики) и автором разделов по механике, молекулярной физике, электричеству и оптике. В соответствии с этой программой им был написан ряд учебников по курсу общей физики для физических специальностей ВУЗов, изданных в период с 1976 по 1989 годы. Вместе с тем, идея единого изучения классической механики и теории относительности, которую А.Н. Матвеев полностью относил к классической физике, неоднозначна. В этой связи его учебник по механике, использовавшийся в СССР как основной для студентов-физиков, получился сложным, малопонятным для первокурсников, а содержание материала собственно по нерелятивистской механике значительно уступало традиционному изложению курса. 
Наряду с научной, руководящей и авторской деятельностью, преподавательская работа занимала особое место — по глубине изложения, оригинальности, юмору и новизне приводимого материала считался одним из лучших лекторов за всю историю физического факультета. Наряду с лекциями вёл семинары, коллоквиумы, научные собрания и т. п. в СССР и за границей. Почётный профессор Римского университета Universita di Roma "La Sapienza", Парижского университета Universite de Paris "La Sorbonne", Токийского (The University of Tokyo) и Каирского (Cairo Univeristy) университетов. Член международной комиссии по образованию Международного Совета по чистой и прикладной физике (с 1970 по 1976 годы).
«Механика и теория относительности» А. Н. Матвеева была удостоена Ломоносовской премии II степени. Четвёртое издание данной книги вышло в издательстве «Лань» в 2009 г. Далее была написана «Молекулярная физика», удостоенная впоследствии Государственной премии СССР (1989). После этого были изданы «Электричество и магнетизм», «Оптика» и «Атомная физика». Многие из его книг переведены на английский, испанский, польский и другие языки.
Основные научные результаты: создание релятивистской теории излучения ондулятора, разработка нелинейной теории фазовых колебаний электронов в синхротронах с жёсткой фокусировкой, создание теории захвата электронов в режим ускорения в бетатронах, разработка методов расчёта потерь электронов в циклических ускорителях из-за рассеяния на остаточном газе, исследование спиновых эффектов при ультрарелятивистских энергиях.
За многолетнюю трудовую деятельность А. Н. Матвеев подготовил более 15 кандидатов и 5 докторов наук, опубликовал более 200 научных работ и был награждён орденом Трудового Красного Знамени (дважды) и орденом «Знак Почёта».

## Курсобщей физикифизического факультета МГУв пяти книгах
- А. Н. Матвеев. Механика и теория относительности. — 1-е издание. — М.: Высшая школа, 1976. — 416 с.
- А. Н. Матвеев. Молекулярная физика. — 1-е издание. — М.: Высшая школа, 1981. — 401 с.
- А. Н. Матвеев. Электричество и магнетизм. — 1-е издание. — М.: Высшая школа, 1983. — 463 с.
- А. Н. Матвеев. Оптика. — 1-е издание. — М.: Высшая школа, 1985. — 351 с.
- А. Н. Матвеев. Атомная физика. — 1-е издание. — М.: Высшая школа, 1989. — 439 с.

## Другие Книги
- А. Н. Матвеев. Электродинамика и теория относительности. — М.: Высшая школа, 1964. — 424 с.
- А. Н. Матвеев. Электродинамика. — 2-е издание. — М.: Высшая школа, 1980. — 384 с.
- А. Н. Матвеев. Квантовая механика и строение атома. — М.: Высшая школа, 1965. — 356 с.
- Белянкин А. Г., Матвеев А. Н., Сараев И. М., Устинова А. В., Шушурин С. Ф. Методика решения задач механики. Под ред. Матвеева. — М.: Изд-во МГУ, 1980. — 160 с.
- Кассандрова О. Н., Матвеев А. Н., Попов В. В. Методика решения задач молекулярной физики. Под ред. Матвеева. — М.: Изд-во МГУ, 1982. — 192 с.
- Антонов Л. И., Деденко Л. Г., Матвеев А. Н. Методика решения задач по электричеству Под ред А. Н. Матвеева. — М.: Изд-во МГУ, 1982. — 168 с.
- Ильичёва Е. Н., Кудеяров Ю. А., Матвеев А. Н. . Методика решения задач оптики. Под ред. Матвеева. — М.: Изд-во МГУ, 1981. — 232 с.